# Lünzen
Lünzen ist ein Ortsteil der Stadt Schneverdingen im Landkreis Heidekreis in Niedersachsen.

## Geografie
Lünzen liegt etwa sieben Kilometer westlich des Stadtzentrums von Schneverdingen und ist über die Alte Landstraße (Landesstraße 71) mit diesem verbunden. Lünzen ist von einer ausgedehnten Wald- und Wiesenlandschaft sowie der Niederung der Veerse mit ihrem Mühlenteich und dem 69 Meter hohen Hahnenberg geprägt.
Wohnplätze von Lünzen sind Lünzenbrockhof (niederdeutsch/plattdüütsch Lünzenbrockhoff), Bult, Lünzmühlen/Lünzmöhl und Riep.

## Geschichte

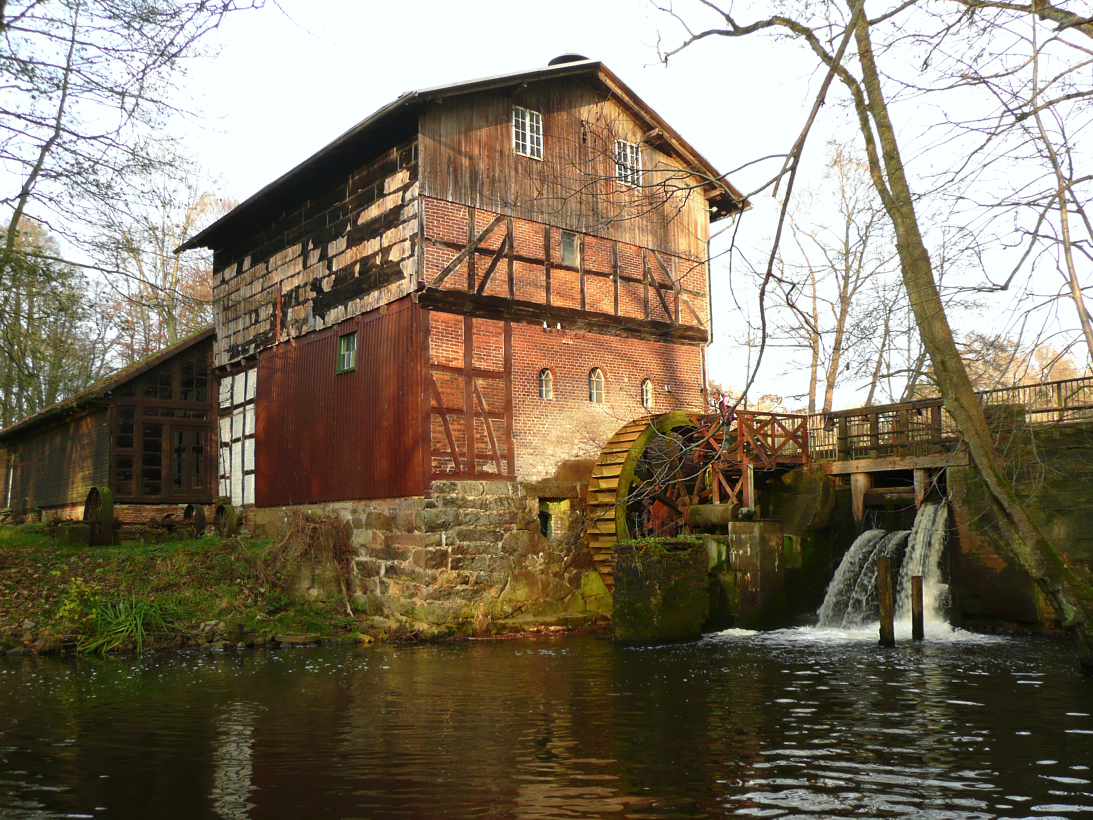
Wassermühle Lünzen mit Wehr und Mühlenkolk an der Veerse

Der Ort Lünzen wurde erstmals urkundlich 1291 im Steuerregister des Stiftes Verden erwähnt.
Hünengräber bei Brockhof und Dreyershof, sowie Urnenfunde bei der Schule, bei Dreyershof, im Heuberg und im Mühlenberg belegen, dass Lünzen bereits in ur- und frühgeschichtlicher Zeit besiedelt war. Den Urnen waren zum Teil Bronze-Schmuckstücke, Bronze-Lanzenspitzen u. ä. beigegeben, die auf ein Alter dieser Grabstätten von 3.000 Jahren schließen lassen.
Die älteste Schreibweise des Ortsnamens ist Lünsen, Lünßen und auch Lunsen. Nach dem Steuer- und Zehntel-Abgabenregister der Verdenschen Höfe des Kirchspiels Schneverdingen aus dem Jahr 1300 wies das Stift in Lünzen 7 Höfe und die Wassermühle auf. Nach einer Zählung 1575 (heute im Staatsarchiv Hannover) hatte Lünzen 9 Wohnhäuser, 28 Nebengebäude und an Einwohnern 35 Männer und 33 Frauen. 1664, also gleich nach dem Dreißigjährigen Krieg lebten dagegen in Lünzen nur noch 25 Männer, aber 92 Frauen. In einer Aufstellung zur Land Police in der Vogtei Schneverdingen von 1692 werden unter „Lüntzen“ 3 volle Höfe, 3 Halbhöfe, ein Häuslingshaus, sowie der Mühlenbetreiber mit einer Pflugkate aufgeführt.
Die sieben alten Höfe des Dorfes liegen alle am Wasserlauf der Veerse. 1650 kam ein Neubauer in Bult hinzu, sowie die Schule. Schornsteine gab es bis 1803 überhaupt keine im Dorf.
1843 brachte das Gesetz über die Teilung und Verkoppelung große Umwälzungen in alle bäuerlichen Betriebe. Im Frühjahr 1844 wurden nach langwierigen Verhandlungen durch Vergleich erstmals Grenzen gegen die Nachbardörfer und gegen die einstelligen Höfe festgelegt. Erst am 22. Oktober 1858 wurde der Rezess endgültig vollzogen. Bei der Gemeinheitsteilung wurde auch eine neue Wegeverbindung in gerader Linie von Lünzen nach Schneverdingen gebaut, wie sie noch heute als Landesstraße besteht, während früher zwei andere Wege existieren, einer am Nordufer der Veerse entlang bis nach Zahrensen, der alte Postweg dagegen über den Hahnenberg.
1929 wohnten in der Gemeinde Lünzen bereits 382 Menschen in 63 Haushalten. Zum Heeresdienst wurden während des Ersten Weltkriegs aus der Gemeinde 70 Männer eingezogen. Am 26. März 1927 wurde der neue Friedhof des Dorfes eingeweiht. 1931/32 entstand die sogenannte Siedlung in Richtung Schneverdingen. Ein Schützenverein wurde in Lünzen erst am 8. Mai 1920 gegründet.
Der zum Dorf gehörige hochgelegene Acker auf dem Hahnenberg weist durchweg leichten Sandboden auf. Lehmigen Boden wie die Nachbargemeinden Zahrensen oder Schülern besitzt Lünzen gar nicht. Die Kultivierung des Moores in Wiesen und Weiden, auch in Ackerland, hat hauptsächlich erst nach dem Ersten Weltkrieg begonnen. Zum Bau von 60 Kilometern Entwässerungsgräben wurden Kriegsgefangene aus Belgien, England, Frankreich und Russland, die 1915 bis 1918 in einem Barackenlager nahe der damaligen Gemeindegrenze Richtung Schultenwede untergebracht waren, eingesetzt.
Am 1. März 1974 wurde Lünzen in die Gemeinde Schneverdingen eingegliedert.

## Kultur und Sehenswürdigkeiten

### Buddhistisches Meditationshaus „Semkye Ling“
Das Zentrum gehört organisatorisch zum Tibetischen Zentrum Hamburg. Im Meditationshaus finden Seminare sowie Retreats für Praktizierende statt, und auch Meditationsabende für Interessierte aus der Umgebung. Darüber hinaus gibt es auf dem Gelände Meditationshütten zur Einzelmeditation. Im Herbst 1998 segnete der 14. Dalai Lama den Tempel des Meditationshauses. Der Dalai Lama hielt sich damals zehn Tage im Rahmen der Veranstaltung „Buddhas Weg zum Glück“ in der Umgebung von Schneverdingen und im Camp Reinsehlen auf, die das Tibetische Zentrum organisierte.

### Heimatmuseum „Dat Immenhus“
Seit 2013 zeigt das Museum „Dat Immenhus“ Ausstellungsstücke rund um die Geschichte des Ortes Lünzen. Es wurde gegründet und wird betrieben von Mitgliedern des örtlichen Heimatvereins und dient auch als Ort für kulturelle Veranstaltungen.

### Wassermühle Lünzen
siehe Wassermühle Lünzen